# Articol științific
Articolul științific reprezintă o publicație cu caracter științific, care apare în formă tipărită sau electronică într-un periodic (revistă științifică).
În revistele cu reputație bună, publicarea necesită avizul unor referenți cu competențe în domeniul dat. Articolele științifice sunt principala modalitate prin care au loc progresul și diseminarea științei.
Un articol științific include de obicei următoarele elemente:
- rezumat: o prezentare scurtă a studiului și a concluziilor sale.
- introducere: o prezentare a contextului și a obiectivelor studiului.
- metodologie: o descriere detaliată a metodelor și tehnicilor folosite în studiu.
- rezultate: prezentarea rezultatelor studiului, de obicei într-un format grafic sau tabelar.
- discuție: interpretarea și analiza rezultatelor și cum acestea se încadrează în contextul general al domeniului.
- concluzii: concluziile principale ale studiului și eventualele sugestii pentru cercetări viitoare.